# Järnvägsstyrelsens trafikföreskrifter
Järnvägsstyrelsens trafikföreskrifter (JTF) var en regelsamling för trafiksäkerheten vid järnvägar i Sverige. Dessa föreskrifter meddelades av Transportstyrelsen och de kan jämföras med trafikreglerna för vägtrafik. 1 mars 2016 bytte de namn till Trafikbestämmelser för järnväg (TTJ). Trafikverket tog över detta eftersom det inte anses passa Transportstyrelsens uppdrag. Säkerhetssystemen innehåller säkerhetskomponenter såsom optiska signaler, spårledningar, baliser, GSM-R.

## Bakgrund
Alla järnvägar, som omfattas av järnvägslagen (2004:519) och lagen om säkerhet vid tunnelbana och spårväg (1990:1157), skall ha en trafiksäkerhetsinstruktion. Den riktar sig till användarna av järnvägen så att all trafik kan bedrivas på ett säkert sätt.
Banverket, och dessförinnan Statens Järnvägar, var länge utgivare av trafikföreskrifterna som kallades säkerhetsordning (SÄO). Sedan ålades Järnvägsstyrelsen, numera Transportstyrelsen, att ge ut den moderniserade instruktionen (JTF) som ersatte SÄO. Stor vikt lades vid:
- God pedagogik.
- Anpassning till det Europeiska ERTMS; European Railway Traffic Management System.
- Anpassning till förutsättningarna för olika personalkategorier. Alla behöver ej kunna allt.

Syftena har varit att:
- Genom gemensamma regler underlätta gränsöverskridande trafik (samma lokförare kör genom flera länder)
- Ökad säkerhet.

Hela föreskriften kan studeras på Transportstyrelsens hemsida.
Föreskrifterna har anpassats till:
- De olika tekniska system som banorna är byggda för (se nedan).
- De olika färdsätt som kan förekomma (se nedan).

Föreskrifterna innebär en delvis ändrad terminologi. Till exempel utgår det gamla begreppet station och ersätts av driftplats (järnväg) och vagnuttagning med spärrfärd. Vidare utgick tåganmälan och TAM-banor av system M nedan.

## Manuella system
Vid manuella system behöver lokala tågklarerare övervaka tågens rörelser. Enklare men samtidigt stabilare system som kräver mindre teknisk utrustning. Bra för banor som inte är elektrifierade och kör på lägre hastigheter.

### Förenklad trafik (F)
Används inte längre. Linjen och driftplatserna på system F övervakas med manuella metoder av endast en tågklarerare. Det ska vara samma tågklarerare som kontrollerar platsen som gränsar till system H. Signalanläggningar med huvudsignaler och hinderfrihetsspårledningar saknas.  På driftplatserna förekommer bara sidospår, och alla rörelser där sker i form av siktrörelse. Driftplatserna är bevakade. Kallades tidigare FÖrenklad Trafik (FÖT-banor). Det är muntlig kommunikation mellan förare och tågklarerare. På driftsplats halv sikthastighet. FÖT-banor hade största tillåtna hastighet 80 km/t (STH80). Enda banan med System F i Sverige var Örbyhus-Hallstavik där man bytte till System S i december 2020.

### Spärrfärd (S)
Sträckan saknar signalanläggningar på System S och sträckan övervakas av en tågklarerare med manuella rutiner. Systemet trafikeras enbart med spärrfärder, alltså ett tåg på banan åt gången, och med en högsta tillåten hastighet av 40 km/t. Används vanligen på bibanor utan persontrafik. Motsvarar det som i gamla SÄO hette vagnuttagning eller VUT-banor. Spärrfärd används till exempel på sträckan Kristianstad-Åhus när godståg transporterar vodka på uppdrag av Vin & Sprit.

### Manuell tågklarering (M)
För ej automatiserade banor utan linjeblockering.
System M övervakas av två tågklarerare helt manuellt. Stationer kan sakna signalsäkerhetsanläggning. Signalbesked ges via signaler. Används vid mindre banor som saknar linjeblockering. Kallades tidigare tåganmälan på TAM-banor. M-banor förekommer i Bergslagen, samt på Fryksdalsbanan och Inlandsbanan.

## Automatiserade system
Automatiserade system hanterade av fjärrtågklarerare från trafikledningscentraler. Har högre säkerhet och medger därmed högre hastigheter.

### Hinderfrihetskontroll (H)
För fjärrblockerade banor med optiska signaler, spårledningar och ATC. På System H har spåren hinderkontroll och signalering för varje spår är bevakade av fjärrtågklarerare eller lokaltågklarerare, om de är stängda. Flera tåg i samma riktning kan framföras mellan två stationer på samma räls tack vare att sträckan är indelad i mindre blocksträckor. När ett tåg befinner sig på en blocksträcka stoppas andra genom en järnvägssignal för blocksignal. Det är banor där man automatiskt kontrollerar var tåg befinner sig och automatiskt kan stoppa tåg, som ej följer ett givet körbesked. Tåg ska ha speciell utrustning men kan gå i begränsad hastighet utan det. Används vid stambanor och större banor som ännu inte gått över till ERTMS.

### Radioblock (R)
System R för banor som styrs med radioblockering. Linjen övervakas i ett ställverk som får uppgifter om trafikverksamheternas position per radio. Körtillstånd till tåg lämnas inte genom yttre signaler utan genom besked direkt i förarhytten. Känsligt om radiolänken skulle sluta fungera eller störas ut med störsändare. Finns endast på Tjustbanan och Stångådalsbanan mellan Linköping och Rimforsa.

## Europeiska system
Det europeiska trafikeringssystem för järnvägstrafik (ERTMS) finns i tre nivåer. Ju högre nivå av ERTMS, desto mer fjärrstyrda blir tågen via trafikledningscentraler. 

### ERTMS nivå 1 (E1)
System E1 innebär att linjen och driftplatserna övervakas av nivå 1 av det europeiska systemet för trafikstyrning ETCS. Körtillstånd till tåg ges genom yttre signaler och överförs till tågets ETCS-utrustning via baliser. Det finns hinderfrihetsspårledningar. Normalt endast större stationsområden som har både optiska signaler, spårledningar och eurobaliser som även sänder meddelanden. Liknar svenska System H som också har både järnvägssignaler och spårledningar.

### ERTMS nivå 2 (E2)
System E2 innebär att linjen och driftplatserna övervakas av nivå 2 av det europeiska systemet för trafiksstyrning ETCS. Körtillsånd till tåg lämnas inte genom yttre signaler utan genom hyttsignalbesked som överförs via radio (GSM-R). Alla huvudlinjer saknar optiska signaler men har spårledningar och använder GSM-R för kommunikation av positioner och signalmeddelanden. Det finns hinderfrihetsspårledningar. Botniabanan var först med att införa ERTMS med nivå 2 som eliminerar optiska signaler. Det infördes första gången i full drift 2010 och ska vara det framtida systemet på huvudlinjer. Även infört på Ådalsbanan och Haparandabanan.

### ERTMS nivå 3 (E3)
System E3 innebär att linjen och driftplatserna övervakas av nivå 3 av det europeiska systemet för trafikstyrning ETCS. Saknar både optiska signaler och spårledningar men har baliser och GSM-R. Spårledningar saknas på linjen men kan förekomma på driftplatser. Körtillstånd till tåg lämnas inte genom yttre signaler utan genom hyttsignalbesked via radio. Tågklarerare håller koll på var alla tåg befinner via GPS och radioblockcentraler. Tänkt för mindre linjer, normalt ersättande system M, S, F och R. Har införts på Västerdalsbanan.

## Färdsätt
Oavsett system, så kan tåg framföras med olika hantering av säkerheten. Man skiljer därför på följande färdsätt:
- Tågfärd. "Trafikverksamhet för att framföra storfordon från en driftplats eller driftplatsdel till någon annan driftplats eller driftplatsdel". Det betyder körning av normala godståg och persontåg från station till station.
- Spärrfärd. "Trafikverksamhet för rörelser med spårfordon i valfri riktning på en avspärrad bevakningssträcka". Det betyder vanligen att köra arbetståg banunderhåll till och från ett underhållsområde men även att köra godståg på bibanor.
- Växling. Trafikverksamhet för att förflytta spårfordon. Det betyder att koppla isär ett tidigare tåg, koppla ihop ett nytt tåg eller bara flytta vagnar. Det sker normalt bara på bangårdar men kan ske även ute på linjen eller ute i kapillärnätet. Rent tekniskt på:
  - Sidospår
  - Huvudspår på en bevakad driftplats
  - Huvudspår omedelbart utanför en bevakad driftplats, i samband med växling på driftplatsen
  - Huvudspår på linjen eller på en obevakad driftplats, vilket förutsätter att hela eller delar av ett tågsätt eller spärrfärdssätt används. I detta fall är trafikverksamheten växling underordnad den tågfärd eller spärrfärd som pågår."

## Utbildningsmoduler
Fyra grupper:
- Övergripande moduler
  - Introduktion och Index
  - Termer
  - Signaler (optiska signaler)
  - Dialog vid ordergivning
  - Fara och olycka
- Färdmoduler
  - Tågfärd system H och M
  - Spärrfärd system H, M och S
  - Växling
- Skyddsmoduler
  - A-skydd system H, M och S. Underhållsarbete med tung utrustning där banan helt avlyses från trafik.
  - L-skydd system H, M och S. Underhållsarbete med lätt utrustning som kan flyttas bort för att tåg ska kunna passera.
  - E-skydd. Elarbete där risk finns att strömavtagare kan göra anläggningen spänningsförande.
  - S-arbete. Signalarbete som inte stör trafiken.
  - Disposition. Ett sammanhängande spårområde upplåtes för flera trafikverksamheter.
- Trafikledningsmoduler
  - Trafikledning
  - Enkla signalställverk
  - Obevakade vänddriftplatser